# Interacció proteïna-proteïna

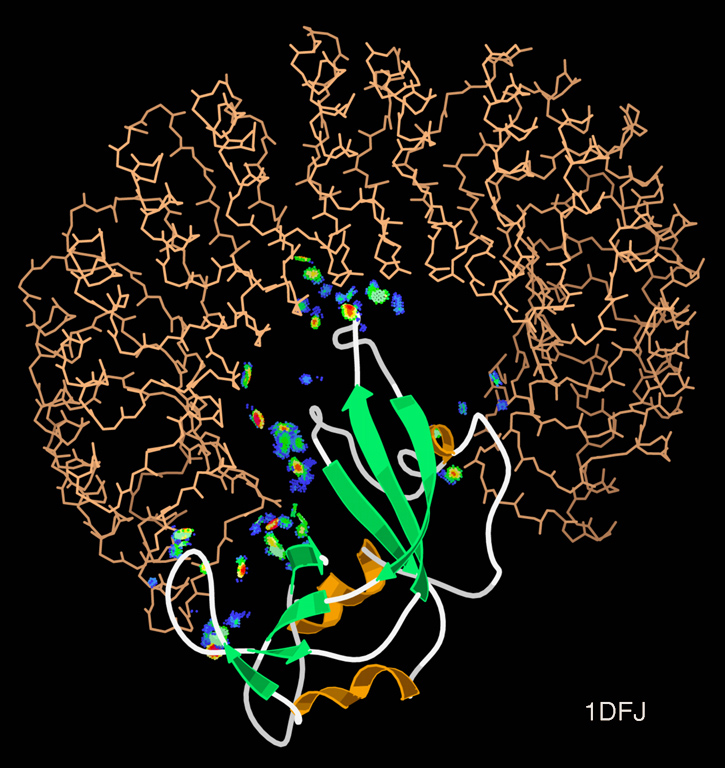
L'inhibidor de la ribonucleasa forma una interacció proteïna-proteïna amb la proteïna ribonucleasa.

Les interaccions proteïna-proteïna tenen lloc quan dues o més proteïnes s'enllacen entre elles, sovint per portar a terme la seva funció biològica. Molts dels més importants processos moleculars en la cèl·lula com la replicació de l'ADN es porten a terme per grans màquines moleculars construïdes per un gran nombre de proteïnes organitzades per les seves interaccions proteïna-proteïna. Aquestes interaccions s'estudien des de diversos camps científics incloent la bioquímica, la química quàntica i la transducció de senyal. A més les interaccions proteïna-proteïna són el nucli dels sistemas interactòmics de qualsevol cèl·lula viva.
Les interaccions entre proteïnes són importants en la majoria de les funcions biològiques. Per exemple, els senyals de l'exterior d'una cèl·lula estan mediats a l'interior de la cèl·lula per interaccions proteïna-proteïna de les molècules senyalitzadores. Aquest procés es diu transducció de senyal i té un paper fonamental en molts processos biològics i en malalties (com el càncer). Les proteïnes poden interaccionar durant molt de temps per a formar part d'un complex proteic, o una proteïna pot actuar durant un breu temps amb una altra proteïna només per a modificar-la.
Entre els mètodes per investigar les interaccions entre proteïnes hi ha el de visualitzar les xarxes (Network visualisation).

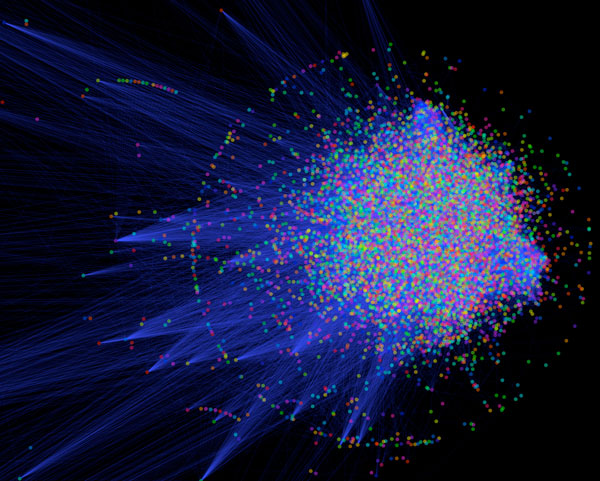
Visualització de la xarxa de l'interactoma humà.